# Phoroctenia vittata angustipennis
Phoroctenia vittata là một loài ruồi trong họ Tipulidae. Chúng phân bố ở miền Tân bắc.